# Япония на зимних Олимпийских играх 1984
Япония принимала участие в Зимних Олимпийских играх 1984 года в Сараево (Югославия) в двенадцатый раз за свою историю, и завоевала одну серебряную медаль.

## 02!Серебро
- Конькобежный спорт, мужчины — Ёсихиро Китадзава.

## Состав и результаты олимпийской сборной Японии

### Фигурное катание
Спортсменов — 2
| Соревнование  | Спортсмен                    | Обязательный танец | Обязательный танец | Короткая программа/ оригинальный танец | Короткая программа/ оригинальный танец | Произвольная программа/ произвольный танец | Произвольная программа/ произвольный танец | Всего     | Всего |
| Соревнование  | Спортсмен                    | Результат          | Место              | Результат                              | Место                                  | Результат                                  | Место                                      | Результат | Место |
| ------------- | ---------------------------- | ------------------ | ------------------ | -------------------------------------- | -------------------------------------- | ------------------------------------------ | ------------------------------------------ | --------- | ----- |
| Танцы на льду | Тадаюки Такахаси Норико Сато | 121,0              | 16                 | 81,9                                   | 16                                     | 83,0                                       | 17                                         | 33,0      | 17    |